# Географски посибилизам
Географски посибилизам (лат. possibilis - могућ, изводљив) је учење према коме је човек апослутно независан од природе и њеног утицаја. Осим тога, човек се сматра веома значајним, скоро пресудним фактором на развој природне средине. Он је обликује и ствара својим радом. Корени овог схватања леже у географском детерминизму, а оснивачем овог правца сматра се француски географ Пол Видал де ла Блаш.